# Artur Hennings
Artur Hennings (* 11. Juli 1940 in Schwerin; † 12. November 2003 ebendort) war ein deutscher Schachspieler in der DDR.

## Leben
Aufsehen erregte Hennings 1963, als er bei der DDR-Meisterschaft den damals führenden DDR-Spieler Wolfgang Uhlmann besiegte. Im Jahre 1965 wurde er Internationaler Meister. Im Jahre 1968 nahm er an der Schacholympiade in Lugano teil. Seitdem gehörte er zu den Spitzenspielern der DDR. In den Jahren 1968 in Lugano und 1970 in Siegen spielte er bei den Schacholympiaden für die DDR. Im gleichen Jahr gewann er bei der Europameisterschaft in Kapfenberg mit der DDR-Mannschaft die Bronzemedaille. Ebenfalls 1970 gewann er die DDR-Meisterschaft im Blitzschach.
Weitere Erfolge wurden erschwert, weil sich die DDR aus politischen Gründen vom internationalen Schach zurückzog.
Nach der Wiedervereinigung spielte er insgesamt drei Jahre mit den Mannschaften von Buna Halle (jetzt USV Volksbank Halle) und dem SC Bamberg in der Schachbundesliga.
Ab 1994 war er in Mecklenburg-Vorpommern aktiv, wo er zu den stärksten Spielern gehörte und sich dreimal für die Deutsche Einzelmeisterschaft qualifizieren konnte.
Hennings starb 2003 nach langer Krankheit.
Hennings' letzte Elo-Zahl betrug 2260, seine höchste Elo-Zahl von 2475 hatte er in den Jahren 1971 und 1972.